# (4703) Kagoshima
(4703) Kagoshima est un astéroïde de la ceinture principale.

## Description
(4703) Kagoshima est un astéroïde de la ceinture principale. Il fut découvert le 16 janvier 1988 à Kagoshima par Masaru Mukai et Masanori Takeishi. Il présente une orbite caractérisée par un demi-grand axe de 2,25 UA, une excentricité de 0,12 et une inclinaison de 5,4° par rapport à l'écliptique.

## Compléments